# Estação Royal York
Royal York é uma estação do metrô de Toronto, localizada na linha Bloor-Danforth. Localiza-se no cruzamento da Bloor Street com a Royal York Road. Royal York possui um terminal de ônibus integrado, que atende a quatro linhas de superfície do Toronto Transit Commission. O nome da estação provém da Royal York Road, a principal rua norte-sul servida pela estação.